# Nadagara vindevogheli
Nadagara vindevogheli är en fjärilsart som beskrevs av Claude Herbulot 1988. Nadagara vindevogheli ingår i släktet Nadagara och familjen mätare. Inga underarter finns listade i Catalogue of Life.